# Camponotus ogasawarensis
Camponotus ogasawarensis is een mierensoort uit de onderfamilie van de schubmieren (Formicinae). De wetenschappelijke naam van de soort is voor het eerst geldig gepubliceerd in 1990 door Terayama & Satoh.